# Hydrographie de Kinshasa
Kinshasa, capitale de la République démocratique du Congo, est séparée de Brazzaville par le fleuve Congo. À l'intérieur, elle est traversée par une vingtaine de rivières plus ou moins parallèles ayant, presque toutes, une même direction sud-nord. Ces rivières coulent dans des vallées soit envasées, soit encaissées. Ces rivières qui constituent l'un des moyens indispensables pour l'évacuation des eaux de la capitale occasionnent parfois des inondations et érosions, à cause d'une mauvaise urbanisation de certains coins de la ville.

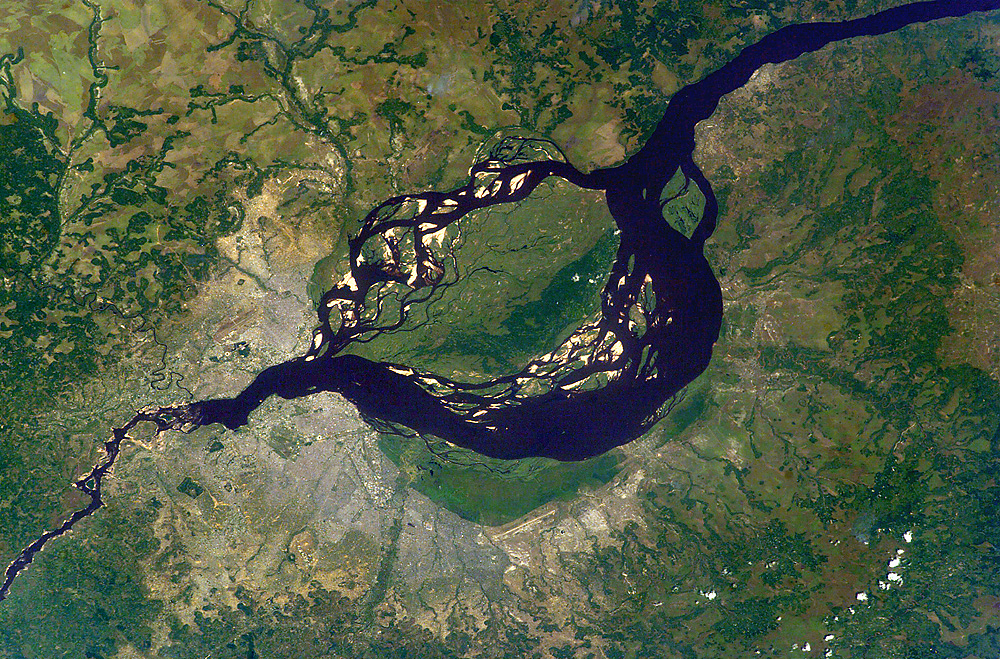
Pool Malebo.

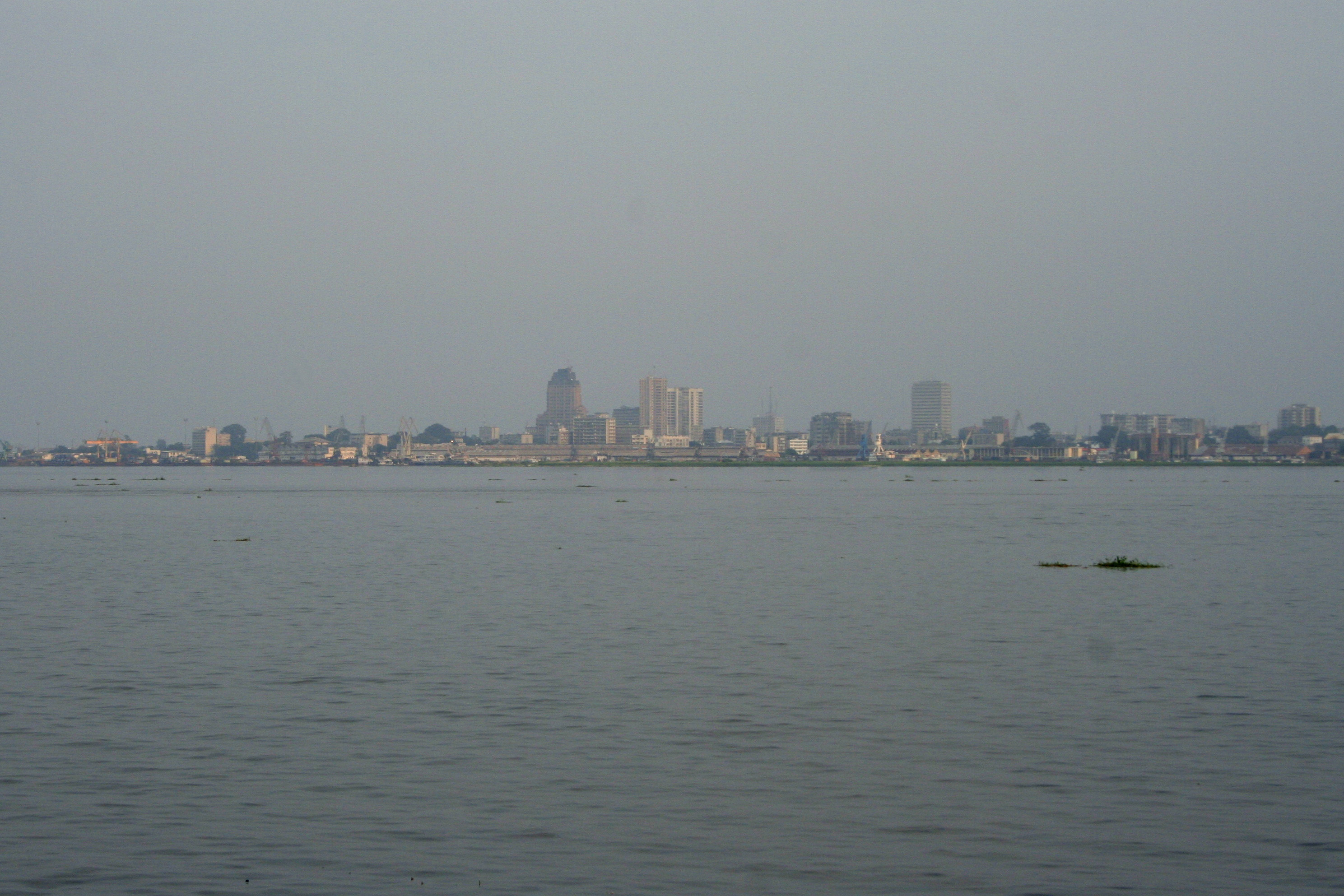
Le fleuve Congo vu de Brazzaville.

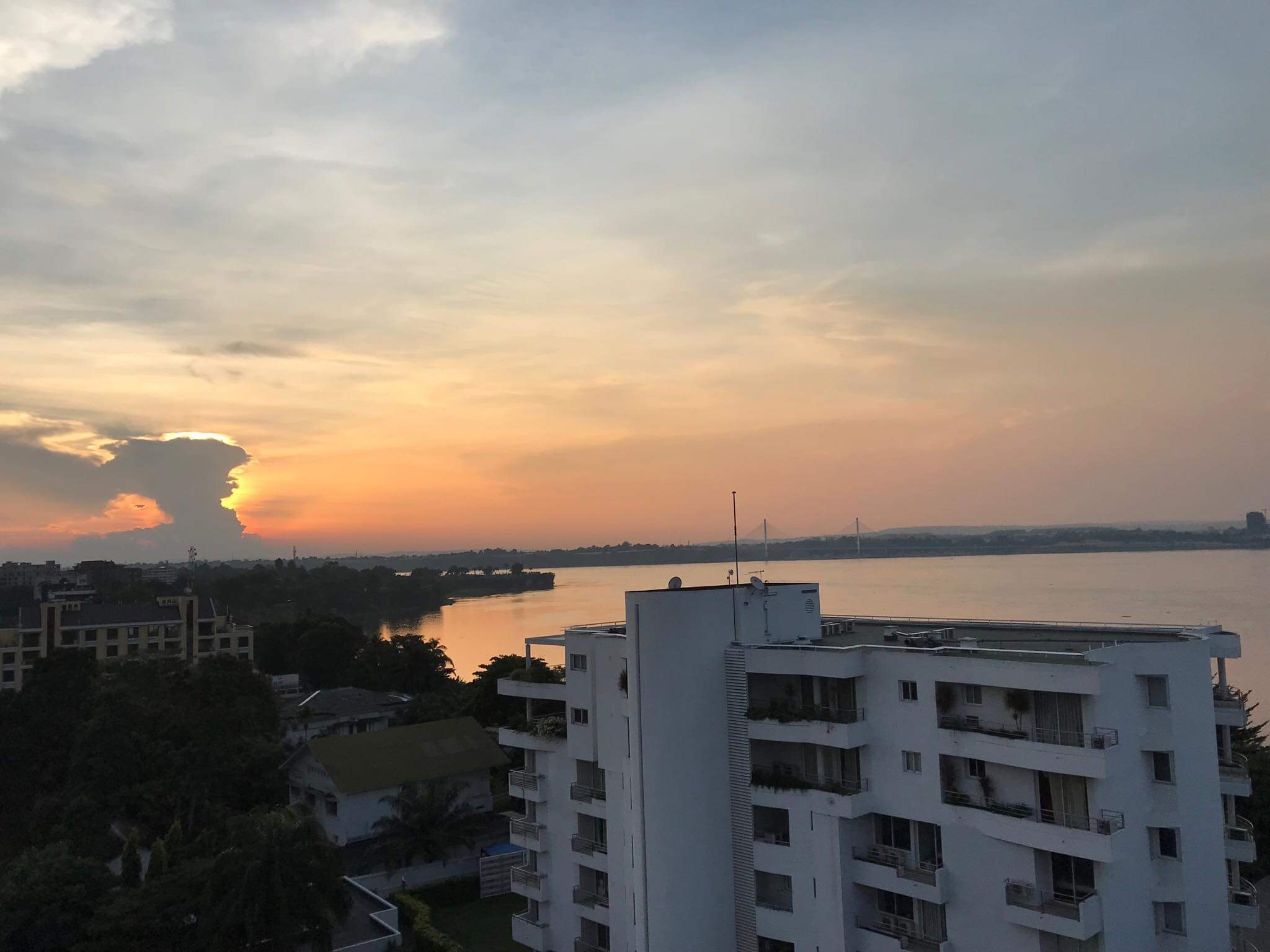
Le fleuve Congo vu de Kinshasa.

## Rivières des vallées envasées
Les vallées envasées comprennent plusieurs rivières dont la rivière Ndjili et la rivière Nsele, qui sont les deux rivières allogènes, qui ont leurs sources en dehors de Kinshasa. Toutes deux viennent de la province du Bas-Congo et leurs lits sont peu profonds.

### Rivière Ndjili
Elle a donné son nom à la commune de Ndjili. Elle coule dans une plaine alluviale de 280 mètres et traverse les communes de Kimbanseke, Ndjili, Kisenso, Matete, Limete et Masina. Sur sa rive gauche, elle est alimentée par les eaux de ses affluents qui sont : la Kwambila qui vient des collines du Mont-Amba, puis de la Matete et de la Mumfu issues des collines de Kisenso. Elle reçoit aussi sur la même rive des eaux de son principal affluent, la Lukaya. Le bassin versant de la rivière Ndili a une superficie de 2 180 km2 et se jette dans le fleuve Congo par un delta aux bras anastomosés à une altitude de 275 mètres où ses alluvions se mélangent avec ceux du fleuve.

### Rivière Nsele
Comme la rivière Ndjili, elle donne aussi son nom à l'une des communes qu'elle traverse, la commune de Nsele. Elle a un bassin de 6 000 km2 et coule avec beaucoup des méandres dans une vallée de 280 à 350 m d'altitude. Elle est alimentée principalement par des nombreux cours d'eau se trouvant à sa rive droite, et trace la limite de l'extension vers l'est de la ville.

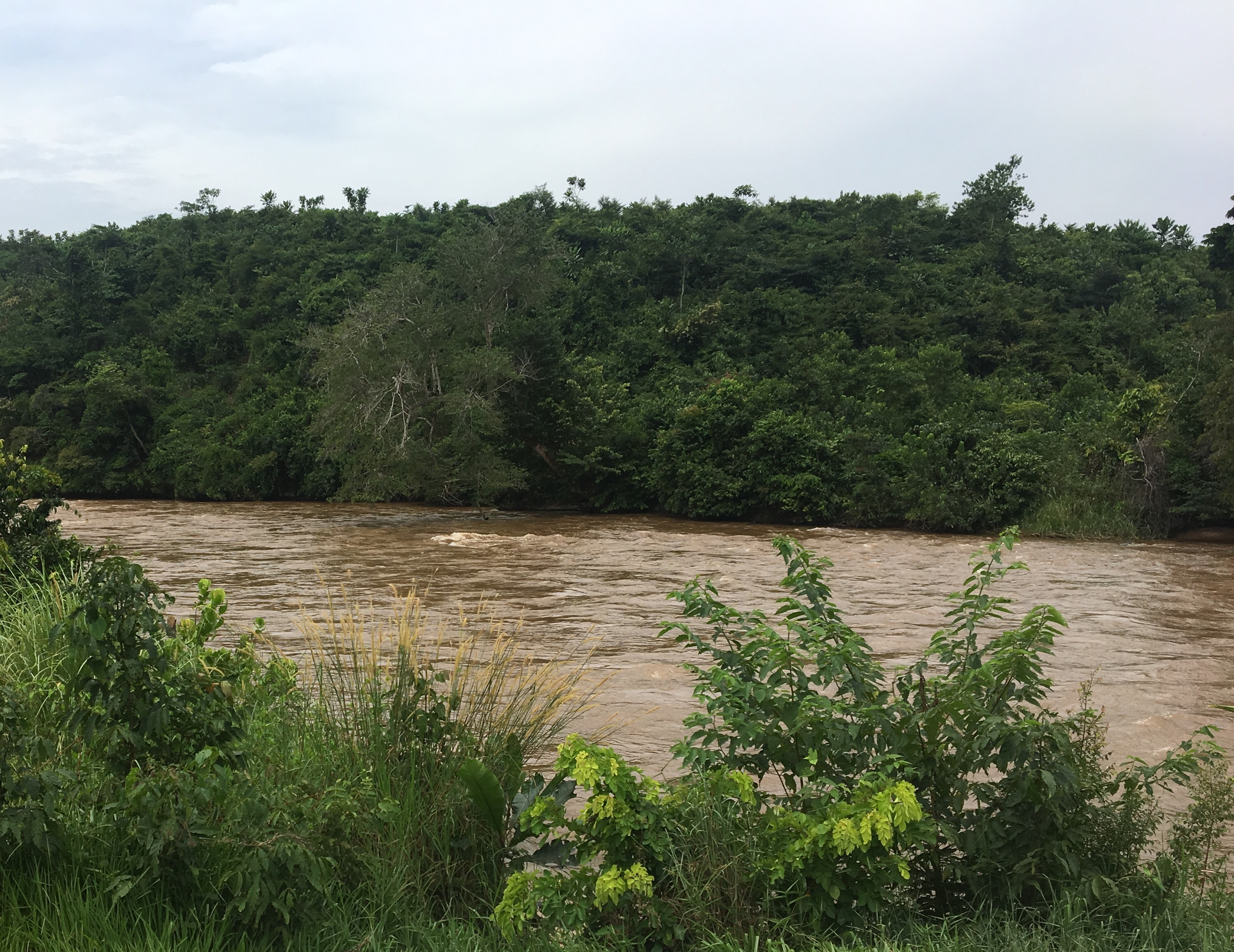
La rivière Nsele.

Les rivières Ndjili et Nsele, bien qu'excentrées et peu profondes, sont les seules grandes rivières de la ville de Kinshasa navigable en pirogue sur plusieurs kilomètres. Plusieurs autres cours d'eau des vallées envasées dont les principaux sont : la Tshangu, la Mokali et la Tshuenge ont leurs sources aux pieds des collines de l'est dont les pentes varient entre 12 et 20 % avec un développement des cirques d'érosions dans les zones qu'elles traversent.

### Rivière Tshangu
Elle est la plus importante rivière sur le site bâti et dense de Kinshasa, se trouvant entre la Ndjili et la Nsele. Elle est issue des collines  du sud de Kimbanseke, vers le quartier 13 et son bassin est de 45 km2. Elle draine quelques quartiers des communes de Kimbanseke, Ndjili et Masina où il reçoit les eaux de la Mongo avant de se jeter dans le fleuve Congo. La Tshangu a donné son nom au district administratif de la Tshangu

### Rivière Tshwenge
Elle tire son origine de collines de la Nsele à 340 m d'altitude. Elle traverse les communes de Kimbanseke et de Masina. Elle reçoit peu de ruisseaux avant de se jeter dans les marécages du fleuve.

### Rivière Matete
Elle est le principal affluent de la rivière Ndjili et traverse les communes de Lemba, Matete, Mont-Ngafula, Limete et Kisenso où il tire sa source. Elle parcourt sur 10 600 mètres un bassin versant très densément habité d'environ 1 276 hectares avant de jeter dans la Ndjili avec un débit de 110 m3.
À toutes ces rivières, il faut ajouter les rivières Mangu et Mokal qui reçoivent des eaux de plusieurs petits ruisseaux de la contrée.

## Rivières des vallées encaissées
Ce sont des rivières nées sur le site de Kinshasa. Toutes ces rivières naissent aux pieds des collines dont les pentes sont supérieures à 20 %, sur des versants raides, développant parfois des cirques d'érosions à leurs passages. Parmi ce rivières, on compte : 

### Rivière Lukunga
Elle est l'une des plus importantes rivières des vallées encaissées, raison pour laquelle elle a donné son nom au district administratif du même nom. La rivière Lukunga prend sa source à l’ouest sur les collines de Ngomba Kikusa à 520 m d'altitude dans la commune de Ngaliema. Sa largeur moyenne ne dépasse pas 10 m et sa profondeur est de 2 m. Elle traverse les quartiers de Ngaliema, Cité Mama Mobutu et une partie de Mont-Ngafula. Elle est alimentée sur sa rive droite par l'Ikusu et par la Mbinza. La rivière Lukunga trace naturellement la limite ouest bâti de Kinshasa.

### Rivière Lubudi
La Lubudi prend sa source au pied versant de Djelo Mbinza à 450 m d'altitude. Elle reçoit les eaux de la rivière Makelele sur sa rive gauche. C'est ainsi qu'à partir de la commune de Bandalungwa, où se jette les eaux de la Makelele à la Lubudi, la rivière Lubudi prend le nom de rivière Makelele. Sur sa rive droite, elle reçoit les eaux de la rivière Basoko au niveau de Kintambo.

### Rivière Basoko
Elle prend sa source à partir des collines de Bumbu, et traverse à son passage, les communes de Ngiri-Ngiri et Bandalungwa, avant de se jeter au fleuve au niveau de la baie de Ngaliema. La Basoko traverse une grande zone maraîchère et contribue énormément à cette pratique dans la zone appelée communément « la pépinière. »
Le bassin Lubudi-Basoko comprend des grands collecteurs comme : Manieme, Komoriko, Inongo, etc.

### Rivière Mampeza
C'est une petite rivière, à la dimension d'un ruisseau. Son cours d'eau principal et ses bras viennent du versant de la Devinière et drainent le nord du quartier Ngaliema, traverse la place commerciale de Kintambo appelée communement "Kintambo magasin" et le chantier naval Chanic avant de se jeter au fleuve au niveau de la baie de Ngaliema.

### Rivières Bumbu et Funa
Les rivières Bumbu (11 km) et Funa (9 km) sont nées des collines du sud, plus précisément sur les hauteurs de Mont-Ngafula et de Mont-Amba. Elles coulent parallèlement à travers les communes de Bumbu, Mont-Ngafula, Selembao, Makala et se joignent plus loin dans la commune de Kalamu. C'est à partir de cette jonction que la rivière est appelée par les Kinois, rivière Kalamu (Mayi ya Kalamu), car, traversant la commune du même nom. À partir de Kalamu, la rivière devient large de 2 à 3 m et profond de 1 à 3 m. La rivière Kalamu conflue avec la rivière Yolo avant de se jeter au fleuve Congo. De la source à l'embouchure, La Bumbu et la Funa parcourent près de 20 km avant de jeter au fleuve à proximité de l'état-major des forces navales, traversant à leurs passage, les communes de Selembao, Bumbu, Mont-Ngafula, Lemba, Makala, Kalamu, Limete et l'aéroport de Ndolo. La Funa a même donné son nom au district administratif de la Funa. La Funa est bétonnée en aval, sur les tronçons des avenues Sendwe et Victoire, dans la commune de Kalamu, et est particulièrement victime des jets de déchets de la part de la population. Déchets qui s'entassent en amont des ponts et réduit par ce fait même ces capacités d'écoulement et son débit.

### Rivière Yolo
La Yolo prend sa source sur les versants du Mont-Amba dans la commune de Lemba et traverse trois communes : Lemba, Ngaba et Limete. Longue de 12 km et large de 3 à 5 m, la Yolo est profonde de 1 à 3 m et est alimentée par des eaux des divers ruisseaux. Le bassin de Yolo (10,58 km2) compte quelques grands collecteurs en dehors des ruisseaux qui l'alimente en eau. Son débit est de 5,25 m3/s, tandis que le débit de crue de novembre et décembre 2000 était de 64,47 m3/s. La baisse du débit est la conséquence des rejets d'ordures par la population riveraine, qui considère la rivière comme une décharge publique naturelle. Comme la rivière Kalamu, la Yolo est bétonnée partiellement en aval où les eaux sont canalisées.

### Rivière Gombe
Comme la Bitshaku Tshaku, la rivière Gombe est considérée abusivement comme une rivière locale. Elle est par contre un collecteur d'eaux pluviales à ciel ouvert, qui se transforme en cours d'eau, dans son embouchure, avant de se jeter au fleuve Congo. Elle est l'unique rivière de la ville orientée est-ouest, contrairement à toutes les rivières de la ville, qui prennent la direction du sud vers le nord. Elle prend sa source sur l'avenue des Huileries, à proximité du camp de la police Lifungula dans la commune de Lingwala. C'est précisément là que commence ce collecteur, qui se transforme en rivière dans son embouchure, au fleuve. La Gombe traverse donc les communes de Lingwala, où se trouve sa source et de Gombe, où se trouve son plus long tronçon. La Gombe est longue de 4 300 m, profonde de 2 m et large de 6 m.

### Rivière Bitshaku Tshaku
Comme la Gombe, elle aussi un collecteur qui se transforme en rivière, dans son embouchure, avant de se jeter au fleuve Congo. Elle prend sa source aux croisements des avenues Croix-rouges et Marché, et se jette dans le fleuve au niveau des installations du chantier naval Onatra à Ndolo, et après avoir traversé en souterrain la zone industrielle de la commune de la Gombe. Elle est longue de 3 km et collecte les eaux usées des communes de Barumbu, Kinshasa et Gombe. 
Comme détailler ci-haut, Kinshasa compte plusieurs rivières qui peuvent contribuer énormément à son assainissement. Une fois qu'il y a de la volonté politique, la ville peut bien bénéficier de cet avantage naturel qui est un atout majeur pour son urbanisation.

## Les inondations

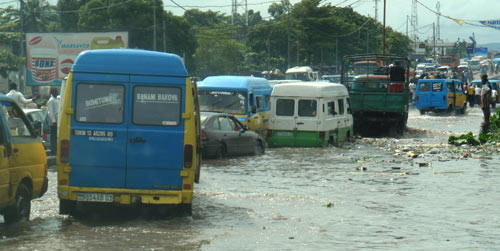
Inondation après la pluie à Kinshasa

Bien que constituant un atout majeur pour l'urbanisation et l'assainissement de la ville de Kinshasa, toutes les rivières ou presque inondent les cités des plaines pendant la période des fortes pluies, à cause de leurs mauvaise gestion (Manque de curage, décharges des immondices, etc.). Les archives de la Régie des voies fluviales indiquent les montées maximum des eaux à Kinshasa à 6,23 m, le 17 décembre 1961. La variation maximale entre le niveau d'eau maximum et minimum connue est d'environ 6 m. Les observations sur le niveau des eaux dans le port de Kinshasa indiquent que les crues séculaires peuvent dépasser 5,55 m, les quinquennales 4,71 m, les décennales 4,9 m, tous les 25 ans 5,8 m, tous les demi siècles 5,25 m.
Kinshasa compte principalement deux zones inondables : 
- celles qui se situent dans la plaine d'inondation du fleuve Congo et  dans la basse terrasse des quartiers de Kingabwa et Ndolo, dont la plus vulnérable est Kingabwa, à cause des remontées intempestives de la nappe phréatique, tributaire de l'hydrologie du fleuve Congo;
- et celles qui sont en bordure des rivières dont les quartiers Abattoir, des Marais, Ndanu, Salongo, Yolo, etc.

### Inondations dues aux crues des cours d'eau
Elles sont causées principalement par un manque criant de curage des cours d'eau qui traversent la ville. La population jette des immondices et des déchets solides (Bouteilles plastiques, ordures, épaves des véhicules, troncs d'arbres et autres) dans ces cours d'eau, par manque de l'installation de plusieurs décharges publiques. En temps de pluie, les cours d'eau sont bouchés et provoquent des inondations.

### Inondations dues à la remontée lente des rivières
Elles concernent particulièrement la vallée de la rivière Ndjili qui prend sa source dans la province voisine du Bas-Congo. Ces inondations interviennent même quand il ne pleut pas dans la ville de Kinshasa. Elles résultent de la succession des pluies dans la province du Bas-Congo, où la rivière tire sa source. La rivière quitte doucement son lit et gagne progressivement les quartiers riverains de Matete, Masina, Limete et Kisenso. La lenteur de la montée des eaux permet à la population de se mettre à l'abri. Les rapports de la commune de Kisenso, qui souvent est la plus touchée, indiquent des désastres de ce type d'inondation en avril et mai 2002 : 32 rues, 711 maisons, 5870 personnes, 1 école (Kitomesa), 1 dispensaire (Tabita), 1 ferme (Nzeza Nlandu) sinistrés. À Matete, les quartiers de Maziba, Malemba et des Marais qui longent la rivière Ndjili sont aussi souvent inondés sur une étendue de 4,4 km2. Il en est de même à Masina dans les quartiers Abattoir (1 128 maisons) et Sans-Fil (327 maisons). À Limete, ce sont les quartiers Ndanu  (235 maisons) et Salongo (135 maisons) qui sont le plus touchés.

### Inondations dues à la remontée rapide des rivières
Elles sont causées par des cours d'eau ensablés par des sédiments en provenance des érosions, et encombrés par des ordures jeter par la population. Après une pluie, les quartiers riverains sont automatiquement inondés.
- La rivière Funa inonde souvent à cause du débordement de son cours dont le débit augmente du fait de l'urbanisation rapide de la zone collinaire sans que sa capacité d'évacuation ne soit sur-dimensionnée.

- La rivière Bumbu inonde parce que le volume de terre emporté par l'érosion de la Drève de Selembao (700 000 m3) dans son lit ralentit l'écoulement des eaux[13].

- La rivière Mbinza est confrontée à l'apport de terre de l'érosion Mataba 2 à Ngaliema (1 852 000 tonnes), qui la rend irrégulier et provoque des inondations

- La rivière Lukunga quant à elle inonde à cause de sa sédimentation et de l'apport de terre (6 151 000 tonnes) issu de l'érosion Masikita de Ngaliema[1]

- La rivière Kalamu inonde à cause de l'obstruction de ses ouvrages par les déchets solides comme les immondices, épaves des véhicules qui font monter sensiblement l'eau et la détourne de son lit en temps des fortes pluies.

En dehors des érosions qui apporte du sable pour encombrer les rivières, c'est la population riveraine qui constitue un véritable obstacle pour l'écoulement tranquille des eaux des rivières de Kinshasa. Avec une telle méthode d'élimination des déchets, c'est tout naturel de voir les rivières quitter rapidement leur lit à la moindre pluie pour inonder les quartiers riverains.
Dans la nuit du 25 au 26 octobre 2007, il est tombé à Kinshasa une pluie diluvienne avec 228 mm d'eau à l'ouest de la ville, 77 mm à l'est, pluie qui a provoqué la mort de 31 personnes, des dizaines d'infrastructures et maisons détruites à cause des débordements des eaux des cours d'eau comme Makelele, Lubudi, Lukunga, Bumbu et autres.

### Inondations dues aux crues du fleuve Congo
Elles surviennent pendant la période des pluies torrentielles en amont du fleuve, et lorsque les eaux des rivières kasaï et Ubangi montent rapidement. Les cités les plus inondées sont celles qui se situent dans la basse terrasse, le long du fleuve (Kingabwa, Ndolo, Masina, Kinsuka, etc. Les sites qui sont régulièrement inondés même si le fleuve Congo ne monte pas de façon remarquable sont les quartiers : 
- à Limete : Kingabwa Pécheurs, Sans-Fil, Maman Zenze, Mbamu, Nzadi, Grand Monde et Brindao
- à Barumbu : Ndolo, Port-Baramoto, Port Maman Ngalu, Port Mayele, Port Nzimbi, Orgaman, etc[1].

Le quartier Kingabwa Pécheur est le plus souvent touché que tous les autres lors des crues du fleuve Congo.

### Inondations dues aux remous des cours d'eau locaux
Lorsque les eaux du fleuve montent à la période de crues, elles refoulent les eaux des rivières, obstruent leurs embouchures et bloquent leur écoulement normal, et cause par conséquent des inondations. Les inondations des remous peuvent refouler jusqu'à 2 km pour atteindre les cités de basse terrasse qui se situent dans des communes telles que Gombe, Barumbu, Lingwala, Kinshasa, Limete et Ndjili. Les eaux des rivières grossissent à cause de ce refoulement, jusqu'à provoquer des inondations.

### Inondations dues au ruissellement urbain
Elles sont causées par la surcharge du système de canalisation, de la diminution de l'indice d'infiltration et de la remontée de la nappe phréatique incapable d'absorber toutes les eaux pluviales. La construction des bâtiments sur des caniveaux ainsi que la construction des routes sans système d'évacuation d'eau, fait qu'après la pluie, l'eau stagne et forme une sorte des lacs artificiels. Ces lacs (eaux stagnantes), par manque de drainage adéquat, se créent un ruissellement superficiel et entraînent des inondations dans les quartiers environnants.

### Inondations dues aux déferlements du ruissellement urbain
Elles sont causées par la vétusté des ouvrages de drainages, qui ne supportent plus de forts ruissellements. Ces ouvrages ont été construits dans les années 1950, et ne répondent plus aux normes du système d'assainissement relatif à la ville actuelle. Ces inondations sont vécues partout où le système de drainage n'existe pas, lorsque les eaux ruissellent de toutes parts pendant une forte pluie. Ces quartiers reçoivent les eaux sans les évacuer, jusqu'à être complètement inondés.